# 보니 아널드

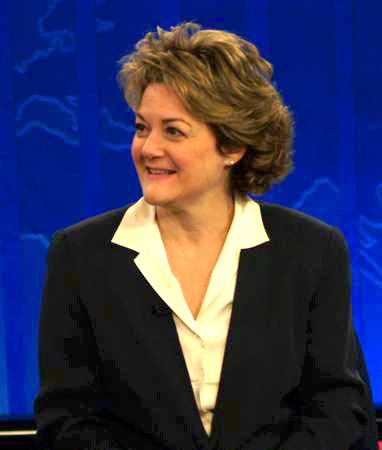

보니 아널드(Bonnie Arnold)는 미국의 영화 제작자이다. 월트 디즈니 애니메이션 스튜디오, 픽사, 드림웍스 애니메이션 등에서 일했었다. 피터 위어, 토니 스콧, 마이클 만 등과의 작업을 통해 경력을 쌓아왔다.

## 작품
- 드래곤 길들이기 2 (2014)
- 드래곤 길들이기 (2010)
- 라스트 스테이션 (2009)
- 헷지 (2006)
- 타잔 (1999)
- 토이 스토리 (1995)
- 아담스 패밀리 (1991)